# Æthelred I
|  | Per a altres significats, vegeu «Æthelred I de l'Ànglia Oriental». |

Æthelred I va ser rei de Northúmbria dues vegades, primer del 774 al 779 i després del 790 al 796. Era fill d'Æthelwald Moll. No se sentia segur i feia matar els seus possibles rivals, cosa que Alcuí de York li va retreure quan el monestir de Lindisfarne va patir la desgràcia de ser atacat pels vikings.

## Orígens
El seu pare era Æthelwald Moll, que va ser rei i sembla que provenia d'una família noble. De la seva mare només es coneix el nom, Æthelthryth. Æthelwald va arribar al poder després de l'assassinat del rei Oswulf, en el qual potser hi va estar implicat. Amb el temps, Æthelwald va perdre la confiança del witenagemot que el va obligar a abandonar el tron i el van substituir per Alhred, cunyat d'Oswulf.

## Primer regnat
Després de deu anys de govern, l'any 774 els northumbris van fer fora el rei Alhred i van coronar amb grans honors a Æthelred. L'any següent, potser influït pel seu pare Æthelwald, va manar que matessin un noble anomenat Eadwulf. Æthelred va ser deposat i el tron va passar a Ælfwald, net d'Eadberht.

## Segon regnat
Æthelred va viure en l'exili durant el regnat d'Ælfwald i el del seu successor Osred II. Però el 788 o el 789, Osred va ser deposat, el van obligar a tonsurar-se i a marxar del país i llavors van demanar a Æthelred que tornés a ser rei.
Durant el segon regnat, l'any 790 va donar ordres de matar un noble anomenat Eardwulf, però va sobreviure i més tard arribaria a ser rei. Els fills d'Ælfwald, Ælf i Ælfwine, van ser assassinats l'any 791, probablement per ordre d'Æthelred. L'any següent Osred va provar de recuperar el tron, però va ser derrotat, capturat i executat el 14 de setembre del 792. Un any després, el monestir de Lindisfarne va ser saquejat pels vikings. Alcuí de York li va escriure una carta en què el culpava d'aquesta desgràcia, la qual pensava que era un càstig diví pels pecats del rei i de la noblesa de Northúmbia.

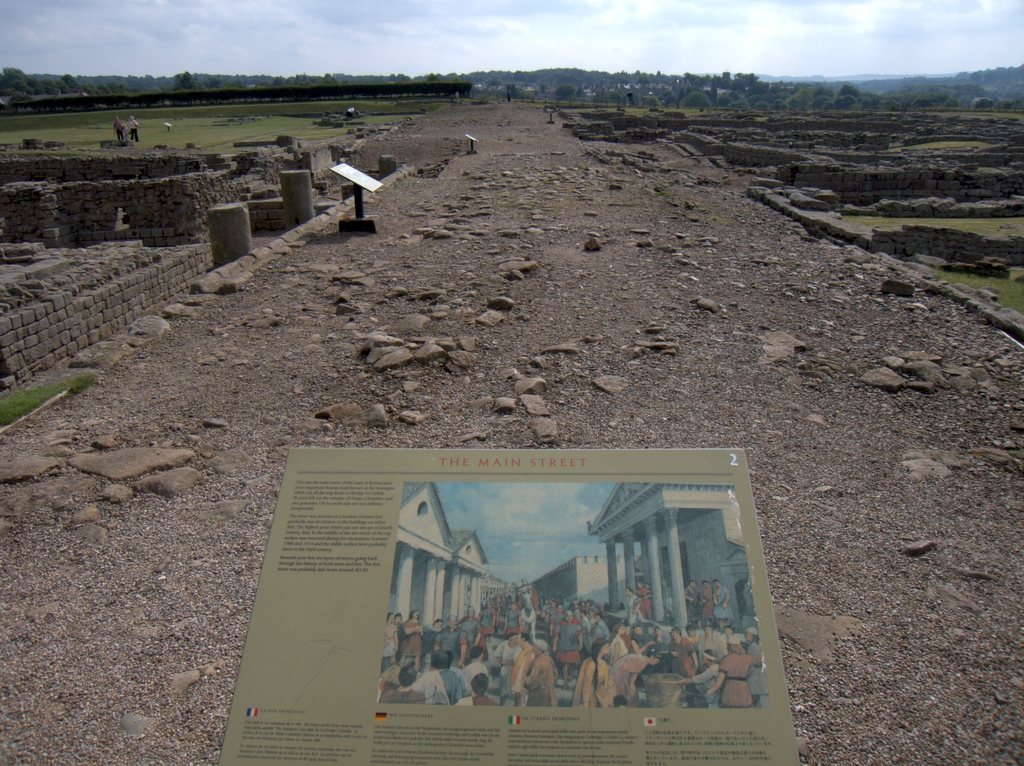
Restes de l'antiga fortalesa de Corbridge, on van matar Æthelred

El 29 de setembre del 792 Æthelred es va casar a Catterick amb Ælfflæd, filla d'Offa de Mèrcia.

## Mort i successió
Mentre Æthelred estava a Corbridge el 18 d'abril del 796, un grup de nobles el van matar. Després van nomenar rei a Osbald, un ealdorman amic d'Alcuí, però als vint-i-set dies el van fer abdicar.